# Кванмьонсон-3
Кванмьонсон-3 (на български: Ярка Звезда-3) е изкуствени спътник на Северна Корея, предназначен да се използва за метеорологични цели, чието изстрелване предизвика бурни реакции на Запад..
Спътникът е изстрелян на 13 април 2012 г. чрез ракетата-носител Унха-3. Ракетата избухва 90 секунди след пускането ѝ. С изстрелването му се е планувало да се отбележи годишнината от рождението на основателя на републиката Ким Ир Сен. На 1 декември 2012 г. КНДР обявява, че ще изстреля друг сателит между 10 и 22 декември 2012. Изкаран е в космоса успешно на 12 декември 2012 г.

## Етимология
Името „Кванмьонсон“ е символично за севернокорейския национализъм. Според легендата, когато Ким Чен Ир се е родил, в небето се появила ярка звезда (кванмьонсон), която била знак, че се е родил нов генерал.

## Първи опит
На 13 април 2012 г. в 7:38:55 KST, ракетата бива изстреляна. 90 секунди след това, тя експлодира и пада в Жълто море в близост до Гунсан, Южна Корея.
Мнозина държави, сред които и България осъждат опита на КНДР да изведе сателит в космоса. Според САЩ, тези действия представляват заплаха за регионалната сигурност. Дори Русия и Китай, които са съюзници на изолираната държава, я критикуват остро.

## Втори опит
След първоначалния провал, правителството на Северна Корея решава да направи втори опит. На 12 декември 2012 г. 00:49 UTC, сателитът е изведен в орбита успешно чрез ракетата-носител Унха-3. Събитието съвпада с годишнината от смъртта на предишния лидер, Ким Чен Ир и президентските избори в Южна Корея. Успешното изстрелване прави КНДР десетата космическа сила, която е способна да изкара сателит в космоса със своя собствена ракета-носител.
Няколко дни след това, различни източници от САЩ, Канада, Дания и Полша потвърждават, че сателитът е достигнал орбита.